# Arhitectură ostilă
Arhitectura ostilă este o strategie de design urban care folosește elemente ale mediului construit pentru a ghida în mod intenționat comportamentul. Adesea, vizează persoanele care utilizează sau se bazează pe spațiul public mai mult decât alții, de explu tinerii, persoanele sărace și persoanele fără adăpost, prin restricționarea comportamentelor fizice în care acestea se pot angaja.
Termenul „arhitectură ostilă” este adesea asociat cu obiecte precum „țepi anti-fără adăpost” - știfturi încorporate în suprafețe plane pentru a face dormitul pe ele inconfortabil și impracticabil. Această formă de arhitectură se găsește cel mai frecvent în zonele dens populate și urbane. Alte măsuri includ pervazuri înclinate pentru a împiedica oamenii să stea jos; bănci cu cotiere poziționate astfel încât să împiedice oamenii să se întindă pe ele; sprinklere cu apă care pulverizează intermitent; și coșuri de gunoi publice cu guri incomod de mici pentru a preveni introducerea deșeurilor voluminoase. Arhitectura ostilă este folosită și pentru a descuraja skateboarding-ul, BMX-ul, patinajul pe role, aruncarea deșeurilor, lenevirea, urinarea în public și pătrunderea ilegală în proprietăți private, precum și ca formă de combatere a dăunătorilor.

## Notă explicativă

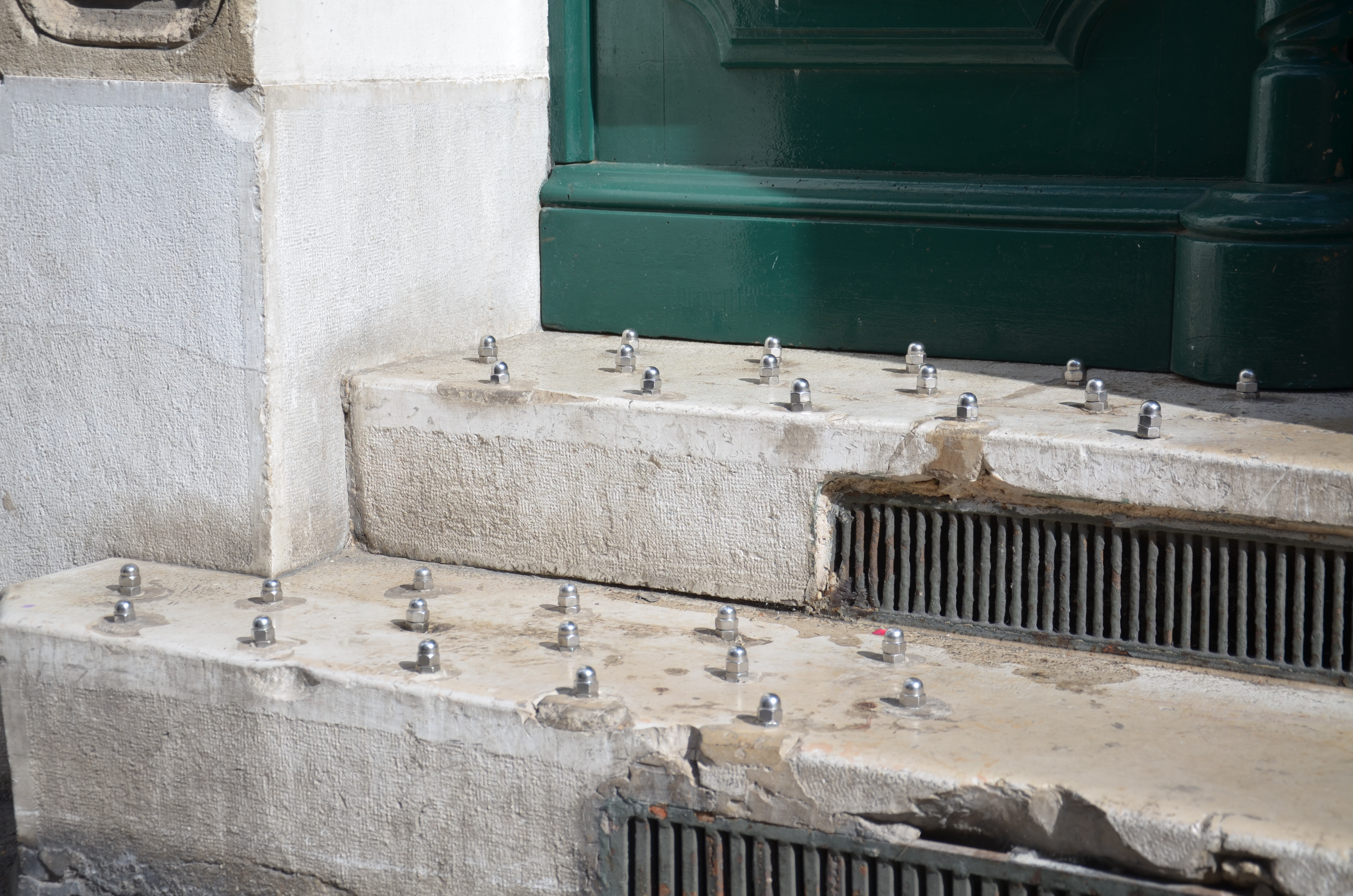
Șuruburi instalate pe treptele din față ale unei clădiri pentru a descuraja statul pe scaun și dormitul

1. ↑  also known as defensive architecture, hostile design, unpleasant design, exclusionary design, anti-homeless architecture, or defensive urban design